# Stade Rochelais Basket
Lo Stade Rochelais Basket è una società cestistica avente sede a La Rochelle, in Francia. Fondata nel 1932, gioca nel campionato francese.
Disputa le partite interne nel Salle Gaston-Neveur, che ha una capacità di 1.994 spettatori.

## Roster 2023-2024
Aggiornato al 21 ottobre 2024.
|    | Naz.                   | Ruolo | Sportivo        | Anno | Alt. | Peso | Note |
| -- | ---------------------- | ----- | --------------- | ---- | ---- | ---- | ---- |
| 3  | Stati Uniti (bandiera) | P     | Samuel Sessoms  | 1999 | 182  |      |      |
| 5  | Francia (bandiera)     | AG    | Jérôme Sanchez  | 1990 | 200  | 107  |      |
| 7  | Stati Uniti (bandiera) | G     | Allen Flanigan  | 2001 | 195  |      |      |
| 10 | Francia (bandiera)     | PG    | Gaëtan Clerc    | 1991 | 189  |      |      |
| 11 | Francia (bandiera)     | P     | Boris Bourichon |      | 188  |      |      |
| 13 | Regno Unito (bandiera) | C     | Jubrile Belo    | 1998 | 206  |      |      |
| 20 | Francia (bandiera)     | P     | Mathéo Leray    | 2003 | 190  | 77   |      |
| 21 | Stati Uniti (bandiera) | C     | Clifton Moore   | 1999 | 208  |      |      |
| 33 | Stati Uniti (bandiera) | AG    | Ryan Hawkins    | 1997 | 204  | 106  |      |
| 35 | Polonia (bandiera)     | AP    | Jakub Nizioł    | 1996 | 201  |      |      |
| 69 | Francia (bandiera)     | AP    | Lucas Hergott   | 1997 | 200  | 89   |      |
|    | Stati Uniti (bandiera) | G     | Tyler Cheese    | 1996 | 195  | 92   |      |

### Staff tecnico
| Allenatore:      | Julien Cortey                     |
| Vice allenatore: | Dominik Günthner, Josselyn Rallec |

## Palmarès
- Pro B: 1

2023-2024